# Elezioni statali a Berlino del 2023
Le elezioni statali a Berlino del 2023 si sono tenute il 12 febbraio e hanno visto la ripetizione del rinnovo dei membri dell'Abgeordnetenhaus di Berlino. Il governo uscente era composto da una coalizione tra SPD, Die Linke e Verdi.

## Contesto precedente
Il 19° Abgeordnetenhaus è stato originariamente eletto il 26 settembre 2021. Ciononostante, in seguito a varie denunce pervenute a causa di alcune irregolarità riscontrate nelle operazioni di voto (non nel conteggio o nei voti in sé, ma nel materiale elettorale), il 16 novembre 2022, la Corte Costituzionale dello Stato di Berlino ha dichiarato invalidi i risultati, ordinando una ripetizione delle elezioni entro 90 giorni (senza che, tuttavia, la data della successiva elezione fosse posticipata).

## Sistema elettorale
L'Abgeordnetenhaus è eletta tramite un sistema misto. 78 membri sono eletti in collegi uninominali con il maggioritario (mandati diretti) e 52 vengono eletti tramite un sistema proporzionale di compensazione. Gli elettori hanno due voti: il primo per eleggere i mandati diretti, mentre il secondo per votare le liste dei partiti, da cui derivano i parlamentari eletti proporzionalmente. La dimensione minima dell'Abgeordnetenhaus è di 130 membri, ma si possono anche aggiungere seggi come correttivi proporzionali del maggioritario. Infine, è presente una soglia di sbarramento del 5%: i partiti che non la superano non possono ottenere seggi.

## Quadro politico

### Partiti con rappresentanza parlamentare prima delle elezioni
| Nome | Nome  | Nome                                                                                | Ideologia                 | Risultati del 2021 | Risultati del 2021 |
| Nome | Nome  | Nome                                                                                | Ideologia                 | Seggi              |                    |
| ---- | ----- | ----------------------------------------------------------------------------------- | ------------------------- | ------------------ | ------------------ |
|      | SPD   | Partito Socialdemocratico di Germania Sozialdemokratische Partei Deutschlands       | Socialdemocrazia          | 36 / 160           |                    |
|      | Grüne | Alleanza 90/I Verdi Bündnis 90/Die Grünen                                           | Ambientalismo             | 32 / 160           |                    |
|      | CDU   | Unione Cristiano-Democratica di Germania Cristlich Demokratische Union Deutschlands | Cristianesimo democratico | 30 / 160           |                    |
|      | Linke | La Sinistra Die Linke                                                               | Socialismo democratico    | 24 / 160           |                    |
|      | AfD   | Alternativa per la Germania Alternative für Deutschland                             | Populismo di destra       | 13 / 160           |                    |
|      | FDP   | Partito Liberale Democratico Freie Demokratische Partei                             | Liberalismo classico      | 12 / 160           |                    |

### Altri partiti
- Partito per l'Umanità, l'Ambiente e la Protezione degli Animali
- Die PARTEI

## Risultati
| Partito                            | Partito                                        | Maggioritario | Maggioritario | Maggioritario | Maggioritario | Proporzionale | Proporzionale | Proporzionale | Proporzionale | Seggi totali | +/-     |
| Partito                            | Partito                                        | Voti          | %             | +/-           | Seggi         | Voti          | %             | +/-           | Seggi         | Seggi totali | +/-     |
| ---------------------------------- | ---------------------------------------------- | ------------- | ------------- | ------------- | ------------- | ------------- | ------------- | ------------- | ------------- | ------------ | ------- |
|                                    | Unione Cristiano-Democratica di Germania (CDU) | 449.990       | 29,71         | 10,06         | 48            | 428.228       | 28,23         | 10,23         | 4             | 52           | 22      |
|                                    | Partito Socialdemocratico di Germania (SPD)    | 301.851       | 19,93         | 3,42          | 4             | 279.017       | 18,39         | 3,02          | 30            | 34           | 2       |
|                                    | Alleanza 90/I Verdi (Grüne)                    | 290.026       | 19,15         | 0,83          | 20            | 278.964       | 18,39         | 0,46          | 14            | 34           | 2       |
|                                    | Die Linke (Linke)                              | 186.473       | 12,31         | 1,63          | 4             | 185.119       | 12,20         | 1,85          | 18            | 22           | 2       |
|                                    | Alternative für Deutschland (AfD)              | 136.426       | 9,01          | 0,94          | 2             | 137.871       | 9,09          | 1,10          | 15            | 17           | 4       |
|                                    | Partito Liberale Democratico (FDP)             | 58.381        | 3,85          | 2,74          | -             | 70.416        | 4,64          | 2,50          | -             | -            | 12      |
|                                    |                                                |               |               |               |               |               |               |               |               |              |         |
|                                    | Altri                                          | 90 527        | 6,04          | 0,79          | -             | 135 072       | 8,99          | 3,32          | -             | -            | Stabile |
| Totale dei voti validi             | Totale dei voti validi                         | 1.514.567     | 99,02         |               | 78            | 1.516.860     | 99,17         |               | 81            | 159          |         |
| Schede bianche - nulle - rigettate | Schede bianche - nulle - rigettate             | 14.991        | 0,98          |               |               | 12.698        | 0,83          |               |               |              |         |
| Totale dei voti                    | Totale dei voti                                | 1.529.558     | 100           |               |               | 1.529.558     | 100           |               |               |              |         |
| Elettori                           | Elettori                                       | 2.431.776     | 62,90         |               |               | 2.431.776     | 62,90         |               |               |              |         |
| Risultati                          |                                                |               |               |               |               |               |               |               |               |              |         |

| Riepilogo dei seggi (+/- elezioni 2021) | Riepilogo dei seggi (+/- elezioni 2021) | Riepilogo dei seggi (+/- elezioni 2021) | Riepilogo dei seggi (+/- elezioni 2021) | Riepilogo dei seggi (+/- elezioni 2021) | Riepilogo dei seggi (+/- elezioni 2021) | Riepilogo dei seggi (+/- elezioni 2021) |
| --------------------------------------- | --------------------------------------- | --------------------------------------- | --------------------------------------- | --------------------------------------- | --------------------------------------- | --------------------------------------- |
|                                         |                                         |                                         |                                         |                                         |                                         |                                         |
| Linke                                   | 22                                      |                                         |                                         | SPD                                     | 34                                      |                                         |
| Verdi                                   | 34                                      |                                         |                                         | FDP                                     | 0                                       |                                         |
| CDU                                     | 52                                      |                                         |                                         | AFD                                     | 17                                      |                                         |

## Conseguenze del voto

### Differenze con le precedenti elezioni
Con il 28% dei voti, il partito di opposizione Unione Cristiano-Democratica (CDU) è cresciuta di oltre dieci punti percentuali, emergendo come il più grande partito con un ampio margine per la prima volta dal 1999.
Tutti e tre i partiti al governo, invece, sono diminuiti: il Partito Socialdemocratico (SPD) ha subito il suo peggior risultato in oltre un secolo con il 18,4%, e secondo i risultati preliminari è rimasto a malapena davanti ai Verdi (BÜNDNIS 90/GRÜNE) con un margine di circa 100 voti. Anche Die Linke è scivolata al 12%.
Alternativa per la Germania (AfD), invece, ha registrato un piccolo aumento al 9%, mentre il Partito Liberale Democratico (FDP) è sceso al 4,6% e ha perso tutti i seggi.

### Analisi ed eventi post-elettorali
Nel complesso, il governo in carica è riuscito a mantenere una maggioranza, seppur abbastanza ridotta. La CDU ha rivendicato un mandato per governare dato il suo piazzamento, mentre il Sindaco Franziska Giffey si è impegnata a rimanere al governo. Omid Nouripour, esponente dei Verdi, ha espresso la sua speranza che i risultati finali mostrassero quest’ultimi al secondo posto, permettendo loro di rivendicare il ruolo di sindaco nell’ambito della stessa coalizione uscente.
Il 27 aprile 2023 il candidato della CDU Kai Wegner è stato eletto sindaco-governatore ed è entrato in carica.